# Лебарон, Уильям
Уильям Лебарон (англ. William LeBaron; 16 февраля 1883, Элджин, Иллинойс, США — 9 февраля 1958, Санта-Моника, Калифорния, США) — американский кинопродюсер.

## Биография
Лебарон родился 16 февраля 1883 в городе Элджин (Иллинойс). Учился в Чикагском университете и Университете Нью-Йорка. Начиная с 1924 Лебарон начал снимать фильмы в Голливуде.
Лебарон был продюсером фильма «Симаррон», который выиграл премию Американской киноакадемии за выдающуюся постановку на четвёртой церемонии награждения в 1931 году. В 1932 году Лебароном был нанят «Paramount Pictures», чтобы помочь спасти эту студию от банкротства, и сразу же доказал свою ценность, подписав контракт со звездой Бродвея Мэй Уэст. С 1933 года он состоял в Американском обществе композиторов, авторов и издателей.
Лебарон был женат на британской комедийной актрисе Мэйбл Голлинс. Умер 9 февраля 1958 года, за неделю до своего 75-летия, и был похоронен в часовне крематория Пайнс в Лос-Анджелесе.

## Избранная фильмография
- 1926 — Люби их и оставь их / Love 'Em and Leave' Em
- 1926 — Красавчик Жест / Beau Geste
- 1929 — Влюбленный бродяга / The Vagabond Lover
- 1930 — Случай с сержантом Гриша / The Case of Sergeant Grischa
- 1930 — Кукушки / The Cuckoos
- 1930 — Половина выстрела на рассвете / Half Shot at Sunrise
- 1931 — Симаррон / Cimarron
- 1933 — Мордашка / Baby Face
- 1933 — Она обошлась с ним нечестно / She Done Him Wrong
- 1939 — Юнион Пасифик / Union Pacific
- 1940 — Доктор Циклоп / Dr. Cyclops (исполнительный; в титрах не указан)
- 1940 — Техасские рейнджеры снова в седле / The Texas Rangers Ride Again
- 1940 — Аварийная команда / Emergency Squad
- 1942 — Весна в скалистых горах / Springtime in the Rockies